# Quận Delaware, Oklahoma
Quận Delaware, Oklahoma là một quận trong tiểu bang Oklahoma, Hoa Kỳ. Quận lỵ đóng ở thành phố Jay 6. Theo điều tra dân số năm 2000 của Cục điều tra dân số Hoa Kỳ, quận có dân số 37.077 người 2. Năm 2007, ước tính dân số quận này là người 2. Quận được lập năm 1907.

## Địa lý
Theo Cục điều tra dân số Hoa Kỳ, quận này có diện tích 741 dặm vuông Anh (1.919,2 km2), trong đó có 52 dặm vuông Anh (134,7 km2) (6,52%) là diện tích đất, km2 là diện tích mặt nước.

### Các xa lộ
| - U.S. Highway 59 - U.S. Highway 60 - U.S. Highway 412 | - State Highway 10 - State Highway 20 - State Highway 25 - State Highway 28 |

### Các quận giáp ranh
- Quận Ottawa  (bắc)
- Quận McDonald, Missouri  (đông bắc)
- Quận Benton, Arkansas  (đông)
- Quận Adair & Quận Cherokee  (nam)
- Quận Mayes  (tây)
- Quận Craig  (tây bắc)